# Alexandre Hay
Alexandre Hay (n. 29 octombrie 1919, Berna – d. 23 august 1991, Geneva) a fost un jurist elvețian. Intre anii 1966 - 1976 a fost vicepreședinte la Banca Națională a Elveției.  Intre anii 1976 - 1987 a fost președintele Comitetulului Internațional al Crucii Roșii (IKRK).
1. ↑  IdRef, accesat în 20 mai 2020
2. ↑  Czech National Authority Database, accesat în 9 februarie 2023
3. ↑  Australian honours system[*] Verificați valoarea |titlelink= (ajutor)